# Ernst Meyer (Forstmann)

Ernst Meyer

Paul Ludwig Ernst Meyer (* 3. Oktober 1869 in Kummersdorf, Brandenburg; † 23. November 1914 bei Lötzen, Masuren) war ein deutscher Feldjäger, Landtagsabgeordneter und Oberförster in  Ostpreußen. Dort machte er sich um die Elchhege verdient.

## Leben und Werk
Ernst Meyer wurde in Kummersdorf im Kreis Teltow geboren, seine Eltern waren der Oberförster Ernst Friedrich Julius Meyer und Agnes Bertha geb. Brennicke. 1871 wurde der Vater nach Potsdam, versetzt; die Familie folgte ihm. Ernst Meyer ging hier auf das Gymnasium, bis der Vater 1881 erneut versetzt wurde, diesmal nach Erfurt. 1890 legte Ernst Meyer das Abitur ab und begann als Forstbeflissener eine Ausbildung zum Forstbeamten in der Oberförsterei Planken/Letzlinger Heide.
Von Oktober 1890 bis September 1891 war er Einjährig-Freiwilliger im Königlich Preußischen Garde-Jäger-Bataillon in Potsdam. Am 1. August 1891 wurde er zum Oberjäger befördert und im Oktober zur Reserve entlassen.
Im Wintersemester 1891/92 studierte Ernst Meyer in Berlin, im Sommersemester 1892 in München Rechtswissenschaft als Teil seiner Ausbildung.
Seiner Bewerbung als Feldjäger wurde 1892 stattgegeben, nach Bestehen des Feldjägerexamens am 25. Februar und des Offiziersexamens im April wurde er im Juli 1892 in das Reitende Feldjägerkorps versetzt. Am 18. Juni 1892 wurde er zum Seconde-Lieutenant befördert.
Es folgte die weitere forstliche Ausbildung in der Oberförsterei Tschiefer/Landkreis Freystadt. i. Niederschles. und von 1893 bis 1895 an der Forstakademie Münden mit bestandenem Referendarsexamen am 2. Mai 1895.
Das Staatsexamen absolvierte Ernst Meyer am 26. Oktober 1897, am 16. November wurde er zum Forstassessor ernannt.
Am 22. September 1898 heiratete Ernst Meyer seine Verlobte Marianne Agnes Henriette Luise Clara (Lala) von Kühn in Erfurt. Mit ihr hatte er die Kinder Ernst Jürgen, Werner, Erika (die Mutter von Hans-Jürgen Wegener) und Gerda.
Weitere berufliche Stationen waren Colmar im Reichsland Elsass-Lothringen, Marburg, Cassel und Breslau. Ernst Meyer gab forstlichen Unterricht und arbeitete in der Forstverwaltung der Regierung.

### Oberförster in Tawellningken

Oberförsterei Tawellningken

Elchmodell des Bildhauers Ludwig Vordermayer

Nachdem sich Ernst Meyer um die Stelle beworben hatte, erhielt er am 24. Oktober 1903 die Bestallung als Oberförster in Tawellningken, Kreis Niederung. Hier kümmerte er sich besonders um den Erhalt und die Hege des Elchbestandes, der um 1849 nur etwas mehr als ein Dutzend Tiere betrug und sich in den folgenden Jahrzehnten nur langsam erholte. Da das damals gültige Jagdgesetz einen unbegrenzten Abschuss erlaubte, setzte sich Ernst Meyer zusammen mit Landforstmeister Paul Wrobel und dem Rittergutsbesitzer Manfred von Kobylinski beim Kaiser für eine Schonung der Elche ein. Auf Allerhöchste Kabinettsorder vom 26. September 1906 wurde aus den Oberförstereien Tawellningken, Ibenhorst  und Nemonien ein Elchgehege gebildet, welches sich besonders der Pflege des Elchbestandes und der Heranziehung starker Schaufler widmen sollte.
Mit zusätzlichen Maßnahmen wie dem Bau von Dämmen und Hügeln zum Schutz gegen Hochwasser und der Anpflanzung von Weiden zur Äsung wurden die Überlebenschancen der Elche verbessert. Die Bejagung vereinfachte man durch Wegeaufschluss, neue Kanzeln und Schussschneisen. Ernst Meyer war ein Begründer der „Hege mit der Büchse“, bei der voll ausgebildete Schaufler geschont, „minderwertige“ Tiere, wie zur Nachzucht ungeeignete Kälber und „schlechte“ Spießer, jedoch abgeschossen wurden.
So sollten sich die von Kaiser Wilhelm II. geforderten „starken Schaufler“ im Elchbestand durchsetzen und als Jagdwild zur Verfügung stehen. Durch vernünftige Grundsätze in der Elchhege, die in weiteren Gesetzen mündeten, wurde eine deutliche Besserung des Elchbestandes in Ostpreußen erreicht.
Erste Erfolge wurden bereits beim Jagdaufenthalt 1910 sichtbar, der Kaiser schoss einen 18-Ender, der „Jagdmaler“ Professor Richard Friese und der Bildhauer Ludwig Vordermayer besuchten Tawellningken für ihre Studien. Am 15. September 1912 erlegte der preußische Minister für Landwirtschaft, Domänen und Forsten, Freiherr von Schorlemer-Lieser einen kapitalen 22-Ender.

### Deichhauptmann und Landtagsabgeordneter
Ernst Meyer war 1911 zum Deichhauptmann des Kastauner- und Haffdeichverbandes gewählt worden. Außerdem saß er vom 12. Juni 1913 bis zu seinem Tod als Vorstandsmitglied der Konservativen im Preußischen Abgeordnetenhaus. Dort hielt er am 31. Januar 1914 eine vielbeachtete Rede über den Forstetat:

„Es ist allererste Pflicht des Großgrundbesitzes, für gute Arbeiterwohnungen zu sorgen. Aber der größte Grundbesitzer ist der preußische Forstfiskus, und von ihm muß man unter allen Umständen verlangen, daß er mit gutem Beispiel vorangeht. (Bravo! Rechts)
… Meine Herren, wer eine gute Wohnung hat, der hat meistenteils auch eine zufriedene Frau, (lebhafter Beifall) und wer eine zufriedene Frau hat, der geht nicht in den Dorfkrug, sondern er bleibt zu Hause und freut sich seiner Kinder. (lebhaftes Bravo)
Der freut sich seines Lebens, und, meine Herren, mit dem Moment ist er unser. (lebhafter Beifall rechts – Lachen und Zurufe bei den Sozialdemokraten).“

### Erster Weltkrieg und Tod

Ernst Meyer (ganz rechts) in Lyck

Mit Ausbruch des Ersten Weltkrieges übernahm Ernst Meyer, der im Oktober 1909 zum Hauptmann der Reserve befördert worden war, eine Kompanie im Landwehr-Infanterie-Regiment 5 in Thorn. Als Führer des III. Bataillons nahm er an der Schlacht von Tannenberg teil und erhielt für die Verteidigung von Lyck Anfang Oktober 1914 das Eiserne Kreuz I. Klasse. Mitte Oktober kam Ernst Meyer nach Berlin, um an der ersten Kriegstagung des Abgeordnetenhauses teilzunehmen, Anfang November war er an der erneuten Verteidigung Lycks, später Lötzens beteiligt, wo er am 23. November im Abschnitt Przykopp (1932 bis 1945 Grabenau) im Kreis Allenstein durch feindlichen Infanteriebeschuss starb. Paul Ludwig Ernst Meyer wurde am 5. Dezember 1914 in Kloster Neuendorf beerdigt.